# Netelia japonica
Netelia japonica är en stekelart som först beskrevs av Tohru Uchida 1928.  Netelia japonica ingår i släktet Netelia och familjen brokparasitsteklar. Inga underarter finns listade i Catalogue of Life.